# SN 1572
SN 1572，又名“第谷超新星”,“仙后座B”，“阁道客星”，是一顆於仙后座出現的超新星，也是少數能以肉眼看見的超新星之一。它於1572年11月11日由丹麦天文学家第谷·布拉赫首度觀測，當時它比金星光亮，隨著光度轉暗，至兩年後的1574年3月，它已經無法再以肉眼看到。仙后座还有另外一颗著名的超新星遗迹：仙后座A。
第谷·布拉赫可能不是这个超新星的首位发现者，倒可能是Wolfgang Schuler
，后者于1572年11月6日首次发现它。意大利天文学家弗朗西斯科·马若利科也可能先于第谷·布拉赫发现它。这颗新星在欧洲天文学界引起了重要反响，挑战了亚里士多德的恒星不会变化的理念，有助于修正传统宇宙模型，促进天文观测手段进一步发展。
中国科学家发现这颗超新星时间也早第谷三天。《明神宗实录》载：“先（隆庆六年）十月初三丙辰（1572年11月8日）夜，客星见东北方，如弹丸，出阁道旁，壁宿度，渐微芒有光，历十九日壬申夜，其星赤黄色，大如盏，光芒四出……按是星历万历元年二月，光始渐微，至二年（1574年）四月乃没。”
作为一个暗淡的星云，这个超新星遗跡于二十世纪六十年代被科学家用帕洛马天文台的望远镜观察到；之后，为倫琴衛星 (ROSAT) 的望远镜所拍摄到。这个超新星可能属于Ia超新星：它原本是一颗白矮星，因为从伴星取得物质，使质量超过钱德拉塞卡极限，从而发生爆发，也可能是两颗白矮星并合而产生。Ia型超新星爆发后不会留下中子星或者黑洞，因此最后将不会产生像蟹状星云那样的脉冲风星云。SN 1572的冲击波目前仍以大约每秒数千公里的速度向外扩张。

## 脚注
1. ↑  Krause, Oliver; et al.. . Nature. 2008, 456 (7222): 617–619. PMID 19052622. doi:10.1038/nature07608.
2. ↑  Sagan, Carl & Druyan, Ann. . New York: Random House. 1997: 33  [2023-09-13]. ISBN 978-0-3078-0105-0. （原始内容存档于2024-02-26）.